# Josef Jelen
Josef Jelen (6. února 1921 Strakonice – 13. srpna 2006 Nové Strašecí) byl český římskokatolický duchovní, člen kongregace redemptoristů a spisovatel. Po roce 1963 odešel z duchovenského stavu. Byl pak jedním z exponentů normalizace v Československém rozhlasu. V závěru života se určitým způsobem vrátil ke katolické víře.

## Život

### Mládí a začátek kněžské služby
Josef Jelen pocházel z rodiny malíře písma a pozlacovače. Rodiče jej nasměrovali k duchovenskému stavu. Vystudoval pražské Arcibiskupské gymnázium, a po něm vstoupil do Kongregace Nejsvětějšího Vykupitele (redemptoristů). Na kongregačním učilišti v Obořišti vystudoval teologii a v roce 1946 byl vysvěcen na kněze. Následně působil v redemptoristické koleji při kostele sv. Jana Nepomuckého v Plzni. Zde proslul jako oblíbený kazatel a rovněž začal psát svá první literární a básnická díla. Po roce 1948 začal v kázáních kritizovat komunistický režim. Rovněž přes státní zákaz četl v kostele pastýřský list biskupů V hodině velké zkoušky, který navíc doplnil vlastním komentářem. To vedlo v roce 1949 k jeho zatčení a tříletému věznění.

### Změna postojů po propuštění z vězení
Tři roky ve vězení Josefa Jelena značně proměnily. Ihned po propuštění mohl požádat o ustanovení do duchovní správy (na rozdíl od řady dalších, komunistickým režimem perzekvovaných duchovních, kteří zpravidla ještě několik let po propuštění z vězení museli pracovat v civilním zaměstnání a k duchovní službě se mohli vrátit až s časovým odstupem). Nadále se snažil prosadit také jako spisovatel a básník, často se odkazoval například na Jakuba Demla. Deml sám však o kontakty s Jelenem příliš nestál, ba dokonce mu doporučoval, aby literárních a básnických pokusů zanechal. Jelen nicméně začal používat určitou sebestylizaci do role kněze rebelanta. Tím se snažil připodobnit Demlovu "rebelantskému" období z první poloviny 20. století.
Josef Jelen v letech 1952–1958 působil jako administrátor v Konárovicích. Zde vedl vzorně farní agendu a poměrně ochotně spolupracoval s komunistickými orgány veřejné správy. V letech 1958–1961 pak působil v Třebechovicích pod Orebem. Zde opět vzorně vedl farní agendu a spolupracoval se samosprávou. Poukazoval rovněž na to, že jeho třebechovický předchůdce neměl kladný vztah ke komunismu. Zároveň poskytl část fary pro účely Místního národního výboru. Někdy v této době se také zavázal ke spolupráci se Státní bezpečností. V roce 1961 pak byl přeložen do Trutnova. Zde působil dva roky a velmi negativně se podepsal na životě farnosti i na životech dalších kněží okolo sebe. Jeho přičiněním skončil jeho kaplan František Michálek ve vězení, jeho soused (duchovní správce ve Svobodě nad Úpou) Jaroslav Haněl se nervově zhroutil a několik dalších kněží mělo různé problémy s bezpečnostními orgány.

### Odchod z kněžské služby
V roce 1963 Jelen odešel z duchovenské služby. Krátce předtím zemřeli jeho rodiče, kteří jej ke kněžství dovedli, takže se již zřejmě necítil vázán povinností zůstat duchovním. Vzápětí po odchodu z kněžské služby začal pracovat na Správě kulturních zařízení ministerstva kultury. Později byl dramaturgem Československého rozhlasu a podílel se na jeho normalizaci. V této době sepsal tři angažované rozhlasové hry, které se však později ztratily. V roce 1972 vydal knihu Stín katedrály, ve které si "vyřizoval účty" se svým někdejším působením na trutnovském arciděkanství a se svým kněžstvím vůbec. Kniha byla později přeložena do slovenštiny. Jelen podle ní připravil také filmový scénář, o jeho realizaci však nikdy nebyl zájem. Záhy však byla jeho práce v rozhlase hodnocena z hlediska normalizace jako nedostatečně radikální. V této době přispíval do Rudého práva a jiných periodik. Psával angažovanou poezii, nebyl však o ní víceméně žádný zájem. Dokonce i prokomunisticky orientovaní autoři, kteří Jelenovu produkci znali, uznávali, že jde o díla nevalné kvality, která se téměř nedají číst. Samizdatový časopis Sursum označoval jeho dílo jako slátaniny, které ani nelze nazývat literaturou.

### Závěr života
Po změně politických poměrů v závěru roku 1989 se Josef Jelen pokoušel několikrát o návrat mezi křesťansky orientovanou literaturu. Lze říci, že se také jistým způsobem vrátil ke katolické víře. Křesťanská nakladatelství však o spolupráci s ním neměla zájem. Na sklonku 90. let 20. století vydal svou vzpomínkovou autobiografii s názvem Jeden z prokletých. V ní se pokusil objasnit své postoje a činy z časů normalizace. Opět zde používá určitou "demlovskou" sebestylizaci a odvolával se na údajné přátelství s Demlem a jinými literáty a básníky. Literární historik Martin C. Putna označil tyto vzpomínky po jejich vydání za nehoráznost. Jelen občas psával do Haló novin, svá pozdní díla vydával převážně již pouze vlastním nákladem. Svou poslední sbírku, nazvanou Ecce homo, vydal soukromým tiskem v roce 2005. Tuto sbírku ukončil slovy: "S vírou ve vzkříšení - autor.", což lze chápat jako jeho opětovný příklon k víře v Boha. Zemřel 13. srpna 2006 v Novém Strašecí.

## Dílo (výběr)
- V tušení jitra (1946)
- Hodina žízně (1947)
- Pod sedmi pečetěmi (1968)
- Stín katedrály (1972)
- Lev a klíče (1972)
- Tváří v tvář (1976)
- Téma na začátku (1978)
- Země Viktorka (1981)
- Rekviem za kardinála (1985)
- Křik Dona Quijota (1993)
- Jeden z prokletých (1998)
- Zeď nářku (2004)
- Hledám tvář bez masky (2004)
- Ecce homo (2005)